# Symmetrische Belastung
Unter symmetrischer Belastung in der Drehstrom-Energieversorgung versteht man, dass durch die Außenleiter eines Mehrphasensystems, zum Beispiel eines Dreiphasenwechselstromsystems, genau der gleiche Strom fließt, wenn alle Belastungswiderstände den gleichen Wert haben.
In einer Sternschaltung mit Neutralleiter fließt über diesen dann kein Strom. Wenn gewährleistet ist, dass nur symmetrische Belastung auftritt, kann deshalb auf ihn verzichtet werden. Beispielhaft kann das bei Motoren, Heizgeräte oder Beleuchtungsanlagen größerer Leistung sein.